# Castòrids
Els castòrids (Castoridae) són la família que conté les dues espècies vivents de castors i els seus parents extints. Antigament fou un grup molt divers de rosegadors, però ara només en queda el gènere Castor.

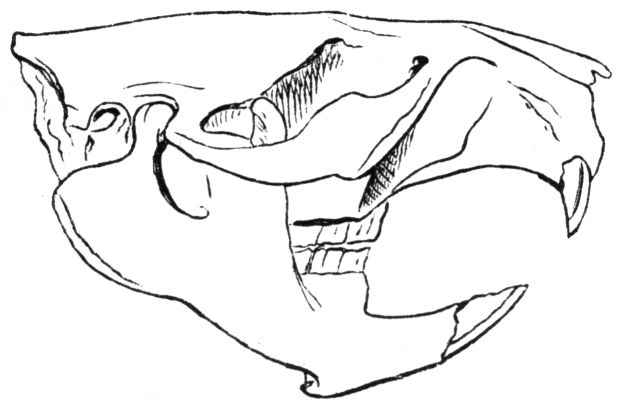
Crani de castor

## Característiques
Els castòrids són mamífers de mida mitjana, tot i ser grossos en comparació a la major part de rosegadors. Són semi-aquàtics, amb cossos llisos i les potes del darrere palmades, i són molt més àgils a l'aigua que a terra. La seva cua és aplanada i té escates, adaptacions que l'ajuden a maniobrar dins l'aigua. Viuen en petits grups familiars que ocupen cadascun un territoris específics, al voltant d'un cau i una presa construïts amb pals i fang. Són animals herbívors, que s'alimenten de fulles i herbes durant l'estiu, i de plantes llenyoses, com el salze, a l'hivern. Tenen un incisius molt poderosos i la típica formula dental dels rosegadors:{\displaystyle {\tfrac {1.0.1-2.3}{1.0.1.3}}}

## Evolució

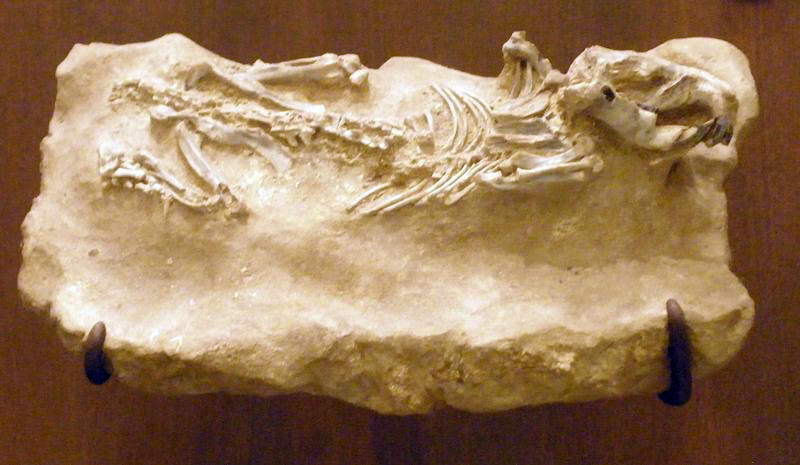
Fòssil dEuhapsis barbouri

Els primers castòrids pertanyen al gènere Agnotocastor, de finals de l'Eocè i l'Oligocè a Nord-amèrica i Àsia. Altres dels primers castòrids inclouen gèneres com Steneofiber, de l'Oligocè i el Miocè a Europa, el primer membre de la subfamília Castorinae, que conte castòrids estretament relacionats amb els castors vivents. Les seves dents no estan ben adaptades a rosegar fusta, fet que suggereix que aquest hàbit va evolucionar posteriorment, tot i que semblen adaptats a una vida semi-aquàtica. Posteriorment, les espècies més antigues van evolucionar a formes com les del gènere Palaeocastor del Miocè a Nebraska. Palaeocastor tenia una mida com la de la rata mesquera, i cavava caus en format de llevataps de fins a 2,5 metres de fondària.

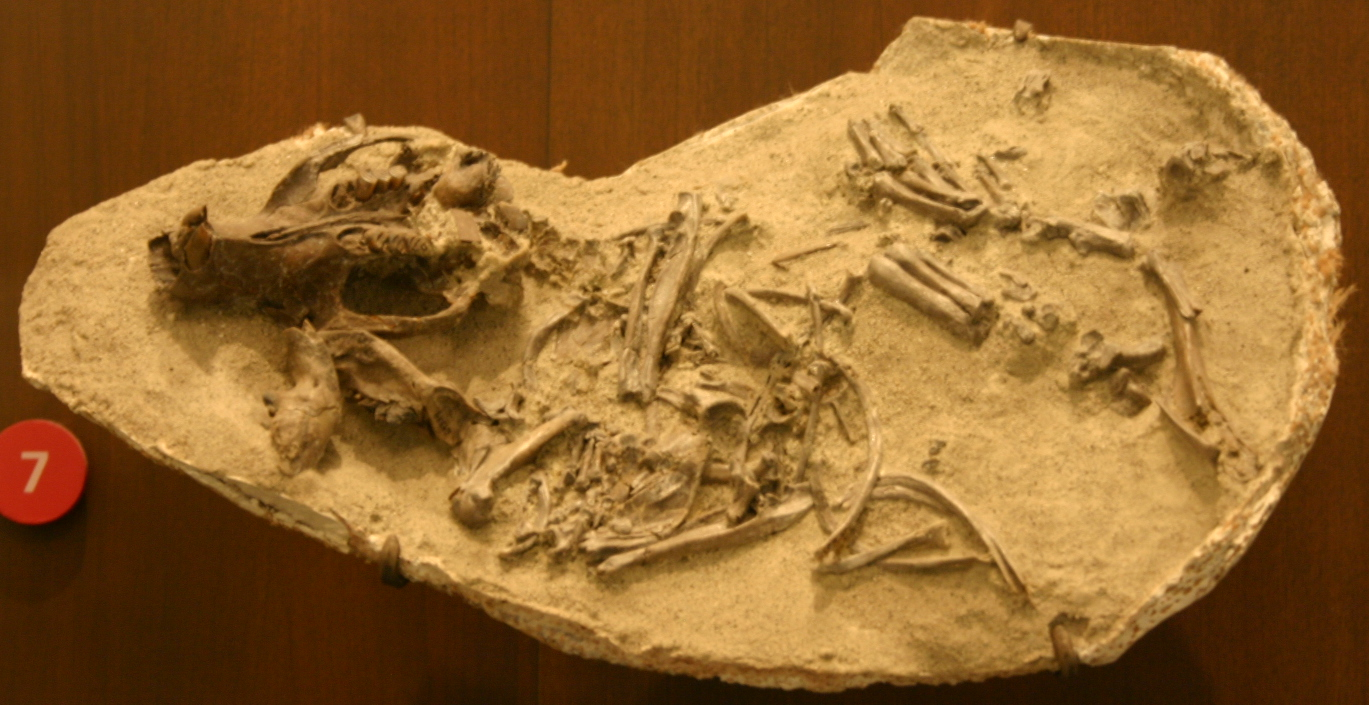
Eucastor tortus

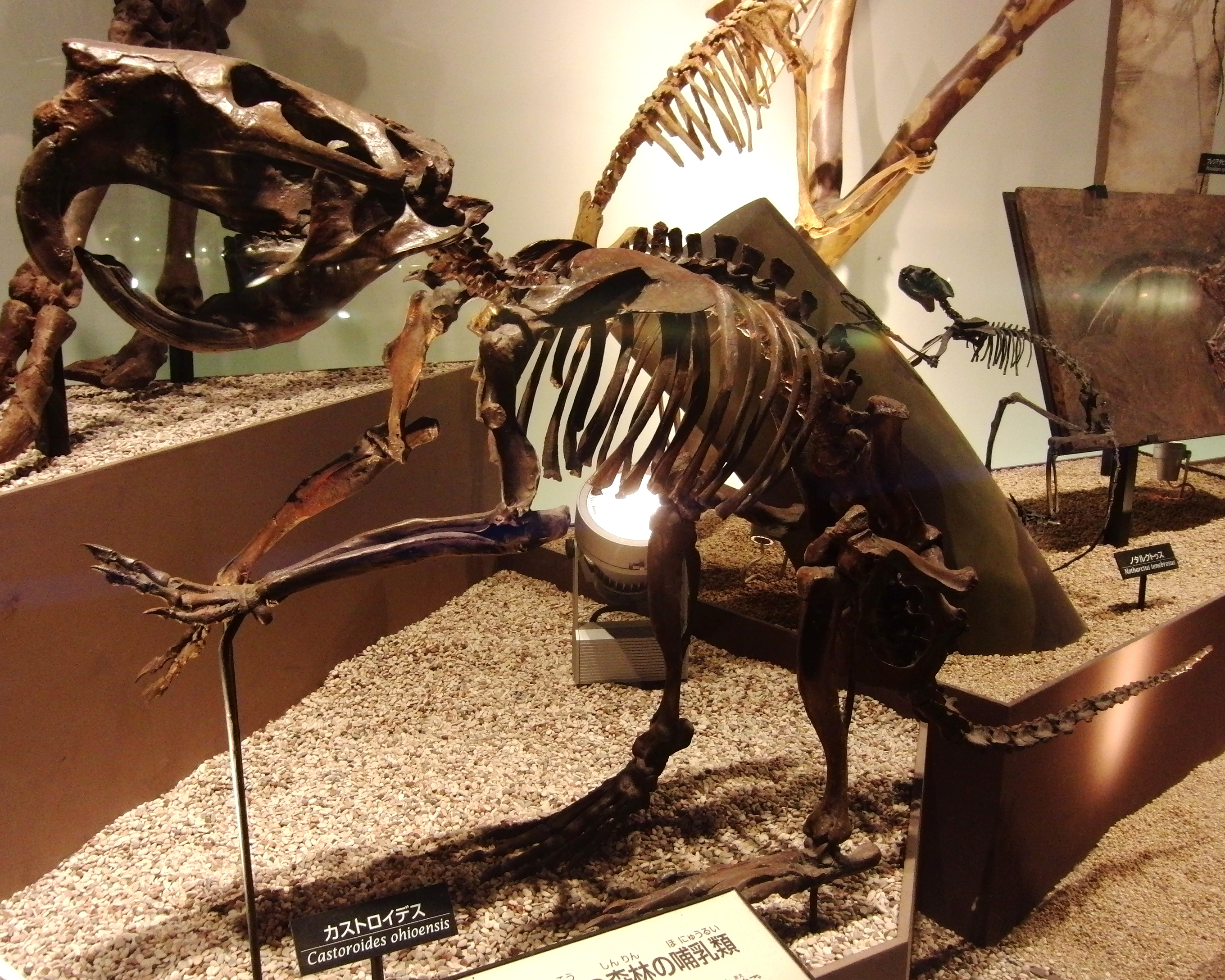
Esquelet de Castoroides ohioensis

Formes gegants van evolucionar durant el Plistocè, com Trogontherium a Europa i Castoroides a Nord-amèrica. L'últim animal era tan gros com l'os negre, encara que tenia un cervell només lleugerament més gros que el dels castors actuals. La seva forma suggereix que hauria estat un bon nedador, i és probable que visqués en hàbitats pantanosos.

## Taxonomia
McKenna i Bell dividiren els castòrids en dues subfamílies, Castoroidinae i Castorinae. Estudis més recents han reconegut dues subfamílies addicionals de castòrids, Agnotocastorinae i Palaeocastorinae. Dins de la família, els castorins i els castoroidins són tàxons germans; comparteixen un ancestre més recent entre ells que amb les altres dues subfamílies. Ambdues subfamílies inclouen espècies semi-aquàtiques amb la capacitat de construir presses. Els palaeocastorins inclouen castors que s'ha interpretat que estan adaptats a la excavació i la vida subterrània, com ho estan els notodipoidins i el gènere Migmacastor.
La següent classificació està basada en Korth i Rybczynski, amb preferència pel segon quan hi ha diferències.
- Família Castoridae
  - †Migmacastor
  - Subfamília †Agnotocastorinae (parafilètica)
    - Tribu †Agnotocastorini
      - †Agnotocastor
      - †Neatocastor

    - Tribu †Anchitheriomyini
      - †Anchitheriomys
      - †Oligotheriomys
      - †Propalaeocastor

  - Subfamília Castorinae
    - Castor - castors moderns
      - Castor americà - Castor canadensis
      - Castor europeu - Castor fiber
      - †Castor de Kellogg - Castor californicus

    - †Chalicomys (també incorrectament "Palaeomys")
    - †Hystricops
    - †Romanofiber
    - †Schreuderia
    - †Sinocastor
    - †Steneofiber
    - †Zamolxifiber

  - Subfamília †Castoroidinae
    - †Priusaulax (ubicació qüestionable als castoroidins)
    - Tribu †Castoroidini (parafilètic)
      - †Dipoides
      - †Castoroides
      - †Monosaulax
      - †Procastoroides
      - †Prodipoides

    - Tribu †Nothodipoidini
      - †Eucastor
      - †Microdipoides
      - †Nothodipoides

    - Tribu †Trogontheriini
      - †Asiacastor
      - †Boreofiber
      - †Euroxenomys
      - †Trogontherium
      - †Youngofiber

  - Subfamília †Palaeocastorinae
    - †Capacikala
    - †Palaeocastor
    - †Pseudopalaeocastor
    - Tribu †Euhapsini
      - †Euhapsis
      - †Fossorcastor